# Тарасово-Шевченково
Тарасово-Шевченково (укр. Тарасово-Шевченкове) — село в Попельнастовской сельской общине Александрийского района Кировоградской области Украины.
Население по переписи 2001 года составляло 197 человек. Телефонный код — 5235. Код КОАТУУ — 3520386807.